# Hněvkovice
Hněvkovice település Csehországban, a Havlíčkův Brod-i járásban. Hněvkovice Chřenovice, Kožlí, Dolní Kralovice, Šetějovice, Loket és Vlastějovice településekkel határos. Lakosainak száma 648 fő (2024. január 1.).

## Népesség
A település lakosságának változását az alábbi diagram mutatja:
| Lakosok száma | 1308 | 1276 | 1144 | 829  | 639  | 571  | 578  | 595  | 613  | 648  |
|               | 1869 | 1890 | 1921 | 1950 | 1980 | 2001 | 2017 | 2019 | 2022 | 2024 |